# Katarina Podiebrad
Katarina Podiebrad av Böhmen, född 1449, död 1464, ungersk drottning, gift med Mattias Corvinus. 
Katarina var dotter till kung Georg Podiebrad av Böhmen och Kunigunde av Šternberk. Katarina förlovades med Mattias 1458 i utbyte mot Georgs löfte att göra Mattias till monark i Ungern: bröllopet ägde rum 1 maj 1463. Hon studerade sedan latin under Janus Pannonius. Katarina utövade ingen personlig roll i politiken som drottning. Hon avled efter förlossningen av ett barn som också dog.